# Wakasa-Wan-Quasi-Nationalpark
Der Wakasa-Wan-Quasi-Nationalpark (japanisch 若狭湾国定公園 Wakasa-wan Kokutei Kōen) ist einer von über 50 Quasi-Nationalparks in Japan, der nach der Wakasa-Bucht (jap. „Wakasa-wan“) benannt ist. Er liegt zwischen den Mündungen der Flüsse Shō-gawa (笙の川) bei Tsuruga in der Präfektur Fukui und dem Yura-gawa (由良川) bei Maizuru in der Präfektur Kyōto. Daher sind beide Präfekturen Fukui und Kyōto für die Verwaltung des am 1. Juni 1955 gegründeten Parks zuständig. Da sich der 19195 ha große Park entlang der Küstenlinie der Wakasa-Bucht – einer typischen Riasküste – erstreckt, wurde er zum Quasi-Nationalpark ernannt. 2007 wurde der Teil vom Yura-gawa bis zur früheren Provinz Tango ausgegliedert und zu einem eigenen Quasi-Nationalpark, dem Tango-Amanohashidate-Ōeyama-Quasi-Nationalpark, ernannt. Mit der IUCN-Kategorie V ist das Parkgebiet als Geschützte Landschaft/Geschütztes Marines Gebiet klassifiziert. Die Wakasa-Bucht ist zudem zusätzlich durch die Ramsar-Konvention geschützt.